# Frederico I da Prússia
Frederico I (Königsberg, 11 de julho de 1657 – Berlim, 25 de fevereiro de 1713) foi Eleitor de Brandemburgo como Frederico III e também Duque da Prússia em união pessoal de 1688 até 1701, passando então a ser o primeiro Rei na Prússia até sua morte.

## Biografia
Ele foi o terceiro filho do primeiro casamento de seu pai, Frederico Guilherme I de Brandemburgo, com Luísa Henriqueta de Orange-Nassau, a primogênita de Frederico Henrique, Príncipe de Orange e Amália de Solms-Braunfels. Após a morte de seu pai em 1688, Frederico tornou-se Eleitor Frederico III de Brandemburgo.
O Estado Hohenzollern era então conhecido como Brandemburgo-Prússia, sendo que as propriedades da família eram constituídas por Brandemburgo, que estava dentro do Sacro Império Romano-Germânico e o Ducado da Prússia, não pertencente ao Império. Embora ele fosse o marquês e eleitor de Brandemburgo e o Duque da Prússia, Frederico desejou o título mais prestigioso de rei. Porém, de acordo com a lei germânica àquele tempo, com a exceção do Reino de Boêmia, nenhum reino poderia existir dentro do Sacro Império Romano-Germânico.
Leopoldo I, Arquiduque da Áustria e Imperador do Sacro Império Romano-Germânico, foi convencido por Frederico a consentir que a Prússia fosse transformada em reino. Isso só foi concedido em troca de uma aliança contra o Rei Luís XIV da França na Guerra da Sucessão Espanhola. O argumento de Frederico foi o de que a Prússia nunca tinha pertencido ao Sacro Império Romano-Germânico e por isso, não seria legal ou político impedir as pretensões do Eleitor de Brandemburgo de ser o Rei na Prússia. Frederico se auto-coroou Rei Frederico I na Prússia em 18 de janeiro de 1701 em Conigsberga. Para mostrar que o reino de Frederico estava limitado pela Prússia e não reduzia os direitos do Imperador nos territórios do Império, ele se auto-intitulou "Rei na Prússia", ao invés de "Rei da Prússia"; seu neto Frederico II da Prússia foi o primeiro rei prussiano a formalmente se nomear "Rei da Prússia".
Frederico se casou três vezes: primeiro com Isabel Henriqueta de Hesse-Cassel, com quem teve uma filha, Louise Dorothea, nascida em 1680, que morreu sem deixar descendentes aos 25 anos de idade; depois com Sofia Carlota de Hanôver, com quem ele teve Frederico Guilherme I, nascido em 1688, que o sucedeu. Em 1708, ele se casou com Sofia Luísa de Mecklenburgo, que sobreviveu a ele mas, não teve filhos com ele. Frederico faleceu em Berlim em 1713.